# Торос III
Торос III (1270 — 23 липня 1298) — король Кілікійської Вірменії. Походив з династії Хетумідів (Хетумян)

## Життєпис
Торос народився 1270 року в родині короля Левона III й королеви Керан. У січні 1288 року, на прохання папи римського Гонорія IV, одружився з Маргаритою Лузіньян, дочкою короля Кіпру Гуго III. 1293 року Хетум II зрікся престолу і став ченцем. Торос успадкував його трон. Новий правитель, можливо, навіть не був коронований, бо монет з його карбуванням знайдено не було. Царював Торос не довго, знать королівства була не вдоволена його правлінням, і за рік Торос повернув трон Хетуму. 1297 року, після смерті своєї дружини, став до шлюбу з монгольською принцесою.
Того ж року Торос із Хетумом вирушили до Константинополя; скориставшись їхньою відсутністю, інший брат Смбат, проголосив себе королем. Після повернення з Візантії брати спробували повернути собі владу, але за наказом Смабата їх було ув'язнено у фортеці Бардзберд. Перебуваючи в ув'язненні, 23 липня 1298 року, Торос був убитий. Виконавцем убивства за наказом Смбата став їхній двоюрідний брат Ошин з Гобідара.

## Родина
1-а дружина: Маргарита Лузіньян
діти:
- Левон IV (1289–1307) — відомий як король Левон III

дружина — Агнес (Марія) Лузіньян
- Боемунд (?-?)

2-а дружина: монгольська принцеса
діти:
- не було